# 59793 Clapiès
59793 Clapiès este un asteroid din centura principală, descoperit pe 16 iulie 1999.